# 真理紧缩理论
真理紧缩理论（Deflationary Theory of Truth）是哲學上對命題是非的看法：主張「真理」這個詞根本是一個沒有帶有任何意義的概念。
若是我們把「1+1=2」跟「1+1=2是對的」或「1+1=2是真理」這兩個命題相比，我們會發現除了加強語氣之外，「是對的」或是「是真理」這些字並沒有帶來任何新的訊息，並無差異。真理紧缩理论者認為，我們可以藉由「『1+1=2』與『1+1=2是真理』沒有實質上的差別」這一點來證明「是真理」並沒有任何意義。